# Cunonia alticola
Cunonia alticola là một loài thực vật có hoa trong họ Cunoniaceae. Loài này được Guillaumin mô tả khoa học đầu tiên năm 1964.